# Typhlocirolana haouzensis
Typhlocirolana haouzensis is een pissebed uit de familie Cirolanidae. De wetenschappelijke naam van de soort is voor het eerst geldig gepubliceerd in 2002 door Boutin, Boulanouar, Coineau & Messouli.